# 教隨君定
教隨君定（拉丁語：Cuius regio, eius religio），或譯教隨國立，直譯為「是誰的國土，就信誰的宗教」，是德意志在1555年於《奧格斯堡和約》中確定的一種政策，世俗國家中，由諸侯國的君王來決定該國臣民的宗教信仰。這雖並沒有真正保障居民有宗教自由，卻確認每個邦都有其宗教自由。
當時因德意志宗教改革後，天主教與新教信義宗勢力互相紛爭，爆發了施馬爾卡爾登戰爭，神聖羅馬帝國皇帝查理五世與德意志新教諸侯簽訂了《奧格斯堡和約》，訂定了教隨君定原則。使戰爭不再繼續。
在德意志地區的224個諸侯國裏，該諸侯國的君王信仰甚麼教派，臣民就必須追隨君王的信仰，不接受此信仰的臣民，可出賣產業並移民出境。此原則只適用於世俗國家。天主教的教會統治區中如果王公主教等教长改信新教，就應該辞职，而不能强迫他的臣民改信新教。
《奧格斯堡和約》中允許一些市鎮同時接納新教與天主教居民。